# 重慶嘉陵江大橋
嘉陵江大橋，又名重庆嘉陵江大桥、牛角沱嘉陵江大橋，是连接重慶市渝中區上清寺街道與江北區華新街街道的一座跨越嘉陵江的铆合钢桁架双悬臂公路桥。该桥于1958年开工，1966年1月20日正式通车，是重庆中心城区第一座跨江大桥。大桥于2009年列為第二批重慶市文物保護單位。

## 特点与设计
嘉陵江大桥全长600.56米（一说625.71米），其中主桥长384米，引桥长217米，桥宽21.5米（其中车行道宽14米，两侧人行道各宽3.75米）。主桥为（68+80+88+80+68）米五跨铆合钢桁架双悬臂桥，引桥为钢筋混凝土T形梁，三分之二的桥身为钢材，三分之一的桥身为钢筋混凝土，最大载重量50吨。通航净空为60米。其桥北与210国道相通，为单向过江桥梁。桥头有大理石座群雕。
它是重庆中心城区第一座跨江大桥，也曾是中国西南地区唯一的钢桁梁城市大桥，被誉为重庆“公路第一桥”。

## 历史

### 背景
重庆由于其“四山环抱、两江相拥”的特殊地形，交通不便，城市发展受到限制。据《重庆市市政环卫建设志》记载，江北地区是重庆与四川东北部、陕西联系的重要通道。抗战时，江北人口有10万人左右，江北城、溉澜溪、相国寺沿江一线有中小厂家140余家。当时大量人、财、物需要过江，嘉陵江成了阻碍城市发展的“天堑”，修建桥梁具有紧迫意义。

### 规划
1929年及抗战时期，重庆市政府就有在嘉陵江上建桥的想法。1945年重庆市成立“两江大桥工程处”进行筹款。1946年制定的《陪都十年建设计划草案》中提出了在两江（长江和嘉陵江）之上修建大桥的规划。桥梁专家茅以升受重庆市政府委托，为长江和嘉陵江上的两座桥梁做了初步设计，其中嘉陵江大桥拟建在曾家岩与陈家馆之间，全长500米。后由于经费缺乏，两座大桥未能开工。
1948年，时任市长杨森认为当时人力物力无法支持同时开展两江大桥建设，决定先修建投资较小的嘉陵江大桥。当时，嘉陵江大桥计划从沧白路修到江北水府宫，长460米。1949年1月，重庆士绅在沧白路沧白堂为嘉陵江大桥举行了奠基典礼，但受国共内战影响，大桥仍未正式动工。
中华人民共和国成立后，江北地区发展迅速。二十世纪50年代初，修桥被提上日程。当时的《重庆市嘉陵江公路桥设计意见书》显示，重庆首座城市大桥曾考虑选址在牛角沱或高家花园，综合考虑后决定选址在牛角沱。

### 建设
在二十世纪50年代，长江上的大型公路桥仅有武汉长江大桥，重庆没有修建大型桥梁的经验，建桥的物资、材料、设备，还有技术人员都比较缺乏。而武汉长江大桥通车后不久，建设武汉长江大桥的队伍要到重庆修建白沙沱长江大桥（为铁路桥，不能满足汽车过江的需求）。当时重庆市委、市政府对白沙沱长江大桥的建设，在人力和物资等方面给予了大力支持，同时也认为“不能错过这次难得的机会”，并请求建设团队到嘉陵江来考察，给重庆设计一座跨江公路大桥。
牛角沱嘉陵江大桥是重庆市首次建设特大桥梁，在资金、材料、技术等方面遇到困难，其中资金问题占首位，其次是材料问题：桥梁正桥上部结构全为钢结构，需要优质桥梁钢近5000吨，需依靠重钢轧制生产；且桥梁加工制作在山海关桥梁厂，运输困难；桥下部结构为大型钻孔灌注混凝土桥墩，需要大量水泥，全桥浇筑混凝土达3万多平方米。
1958年，重庆市成立牛角沱桥梁工程处，同年12月嘉陵江大桥正式动工，1959年3月暂时停工。1960年1月又开始全面进行水下基础工程，10月因压缩基建投资再度停工。1962年再次动工，后再次下马。此后经过波折，于1964年初再次复工。1966年1月20日，牛角沱嘉陵江大橋建成通車。通车后的前几天，大桥上满是行人。大桥实际施工时间为3年多。
据重庆城建集团桥梁分公司原总工程师刘成清回忆，大桥上清寺一端，原是一座山，为建设引桥，山被挖出一道凹槽；工地上每天有上千人，许多学校还为牛角沱嘉陵江大桥设立了义务劳动日；10万立方米的土石方，几个月就搬完了。由于桥墩建设必须要在嘉陵江枯水期进行，桥墩建设成为大桥建设过程中最紧张的环节，一年只有3个月左右时间，工人们吃住都在岸边，换洗的衣服都是家人送来的。
大桥建成通车，结束了两岸居民只能靠轮渡过江的历史，方便了当地居民的交通出行，并为长江大桥等特大桥梁的建设积累了经验。也使得渝中半岛和江北五里店地区迅速发展起来。

### 维修与保护
牛角沱嘉陵江大桥通车后，受到各方珍爱。当时为防止被人破坏，桥上有军队驻守。直到二十世纪80年代驻军才撤出。2009年，牛角沱嘉陵江大桥被列入重庆市第二批市级文物保护单位，在桥梁上乱涂乱画等，将按《文物保护法》进行处罚。
大桥曾经过多次维修。2008年8月23日起大桥进行了40天维修及交通管制。2018年，由于嘉陵江大桥部分构件出现了较严重病害（如行车道板底板存在大量裂缝，钢桁梁杆件锈蚀严重等），对桥梁结构和桥面交通安全造成了较大的影响，大桥曾于当年4月21日至11月中旬进行大修并采取交通管制措施。